# مارغريت هارديمان
مارغريت هارديمان (بالإنجليزية: Marguerite Hardiman)‏ هي ممثلة بريطانية، ولدت في 29 مايو 1950 في لندن في المملكة المتحدة.

## وصلات خارجية
- مارغريت هارديمان على موقع IMDb (الإنجليزية)
- مارغريت هارديمان على موقع قاعدة بيانات الفيلم (الإنجليزية)
- مارغريت هارديمان على موقع كينوبويسك (الروسية)